# 2025年缅甸地震
2025年缅甸地震發生於3月28日緬甸時間12時50分/泰國時間13時20分，震央位於緬甸實皆省，美國地質調查局測定其矩震級為MW 7.7、泰國官方測得里氏震级為ML 8.2。此次地震對緬甸造成重大損害；在距離震源地1,000公里以上的鄰國泰國，首都曼谷亦因土質鬆軟使低頻地震波放大，而有建設中的高層建築受共振影響倒塌，以及其他明顯的破壞災情。此外，中国雲南省包括瑞麗市在內的多地亦震感明顯，並造成人員受傷，數百棟房屋亦遭破壞。越南胡志明市有300多套公寓受到影響。
截至2025年4月7日，地震已造成5,360人罹難、4,840人受傷，214人失蹤。緬、泰兩國當局都為此次地震宣布進入紧急状态，預計死亡人數還會上升。 與此同時，緬甸持續內戰亦加劇救災和資訊揭露的困難。  這是自2023年土耳其-叙利亚地震以來全球最致命的地震。

## 地質背景
緬甸夾在印度、歐亞、巽他、緬甸板塊四大構造板塊之間，因活躍的地質作用而相互擠壓。沿著科科群島西海岸、若開海岸直至孟加拉，存在一條高度斜向的聚合板塊邊緣，即巽他巨型逆衝帶。這條大型斷層標誌著印度板塊與緬甸板塊的邊界。該巨型逆衝帶從孟加拉的海底延伸而出，平行於欽丘陵東側向北延伸，最終止於喜馬拉雅山脈東緣。:5–6
一條長達1,400 km（870 mi）的轉形斷層貫穿緬甸，連接安達曼分離板塊邊緣與北部的碰撞帶。這條名為實皆斷層的構造是緬甸板塊與巽他板塊的邊界，兩者以每年18—49 mm（0.71—1.93英寸）的速度相互滑動。作為緬甸最大且最活躍的地震源，該斷層穿越或鄰近仰光、內比都和曼德勒（瓦城）等主要城市。歷史上曾發生多次破壞性地震，包括1931年（Ms 7.5 ）、1946年（MW 7.3與MW 7.7）、1956年（Ms 7.0）、1991年（MW 6.9 ）及2012年（MW 6.9 ）:27–29。實皆斷層上的地震震級因地段而異，從MW 7.0至MW 8.0不等。根據古地震學研究，斷層南段（曾於1930年破裂）的地震重現期距約為100至150年。:118-138
數世紀以來，該地區頻受破壞性地震影響，但學界對其地震特性的研究仍有限。緬甸多數地震（包括大規模地表破裂事件）尚未被充分理解。1762年一場MW 8.5–MW 8.8的大地震曾導致若開海岸外巽他巨型逆衝帶部分斷裂，可能是印度板塊沿巨型逆衝帶隱沒至緬甸板塊下方所致。印度板塊殘片在緬甸中部深處的隱沒亦引發板块内地震，例如1975年蒲甘地震即由印度板塊內部120 km（75 mi）深處的逆衝斷層活動引起。
根据Mon et al.，在中央盆地的实皆断层西侧，还发源着数条与实皆断层平行的断层，为Ye-U断裂带（YUF）与Kani断裂带（KF），它们与实皆断层的地震活动性相仿，地震震源机制结果揭示了一致的近南北向右旋走滑运动，分担了部分走滑应力。在实皆断层东侧有着Shan Scarp断层，是实皆断层附近的次生断层，现今的研究也认为这是一个活跃的断层。
古川信雄與Phyo Maung Maung在《地球物理研究快報》2011年發表的研究指出，實皆斷層存在兩處地震空区，其中一處位於北緯19.2度至21.5度間的緬甸中部。论文认为，地震重现间隔为160年或更长时间。由于该地区在过去113年中没有经历过任何大地震，因此预计下一次大地震将在不久的将来袭击该地区，對此斷層應該及早準備。他們推測若這條260 km（160 mi）的空白區完全破裂，可能引發7.9級地震。

## 地震詳情
此次地震矩震級為7.7級，震央位於曼德勒與實皆邊界附近，起因於深度10 km（6.2 mi）的走滑斷層活動，12分鐘後發生一次6.4級餘震。
震源机制解表明，这是由于深度为10千米的走滑断裂造成的。断裂类型与实皆断层的断裂类型一致。根据美国地质勘探局公布的有限断层模型，地震破裂大小为460公里×10公里从新古南延经过第二大城市曼德勒与首都内比都，最终延伸到彪关，100公里的断层在震中以北破裂，而350公里的破裂发生在南部。大部分超过1米的泥石流集中在德贝金和内比都以北的亚美辛之间。在震中东南，曼德勒城南记录到最大滑动距离为6.35米。
根据震源机制函数解，錯誤：語言代碼「Earthquake rupture」不存在从震中扩展在22秒左右到达最北端，能量释放速率为最高点；65秒左右，破裂传播到达最南端，南段破裂扩展停止，整个断层的破裂滑动进入大减速愈合阶段。根据破裂长度，平均的破裂速度约为3 km/s（1.9 mi/s），属于超剪切地震。
在1930年，实皆南端曾在1930年先后发生MW 7.4与MW 7.5地震，而北部于1956年发生MW 7.1和1946年MW 7.7两次大地震破裂段，因此南部积累的应力较大南北两端为应力加载区，由于处在本次地震的应力加载区，不排除在南部引发相对较大的余震，甚至双子震。

### 烈度
根據美國地质調查局（USGS）估計，在曼德勒、實皆、勃固和內比都等靠近斷裂區的地區，主震的最大烈度达到IX度（修訂麥加利地震烈度表，本段下同）；估計有370萬人受到烈度IX度的整體震動影響。克欽邦、撣邦的烈度也達到VIII度，馬圭省地區烈度達到VII度，仰光、克欽、孟邦、克耶邦和伊洛瓦底的行政區錄得烈度VI度。泰國的曼谷和清邁、中國大陸的德宏傣族景颇族自治州和印度的因帕爾錄得烈度V度。總體而言，估計緬甸絕大多數人口暴露於至烈度V度的震動水平，估計在緬甸21個行政區中，有12個行政區的近2,267萬人口（約佔緬甸人口的40%）暴露於超過烈度VI度的震動水平。

## 震后影响
| 國家 | 死亡     | 受傷     | 失蹤   |
| ---- | -------- | -------- | ------ |
| 緬甸 | 约5,350  | 约7,830  | 约530  |
| 泰國 | 36       | 34       | 58     |
| 中國 | 0        | 2        | 0      |
| 越南 | 1        | 0        | 0      |
| 總數 | 约5,380+ | 约7,860+ | 约590+ |

### 緬甸

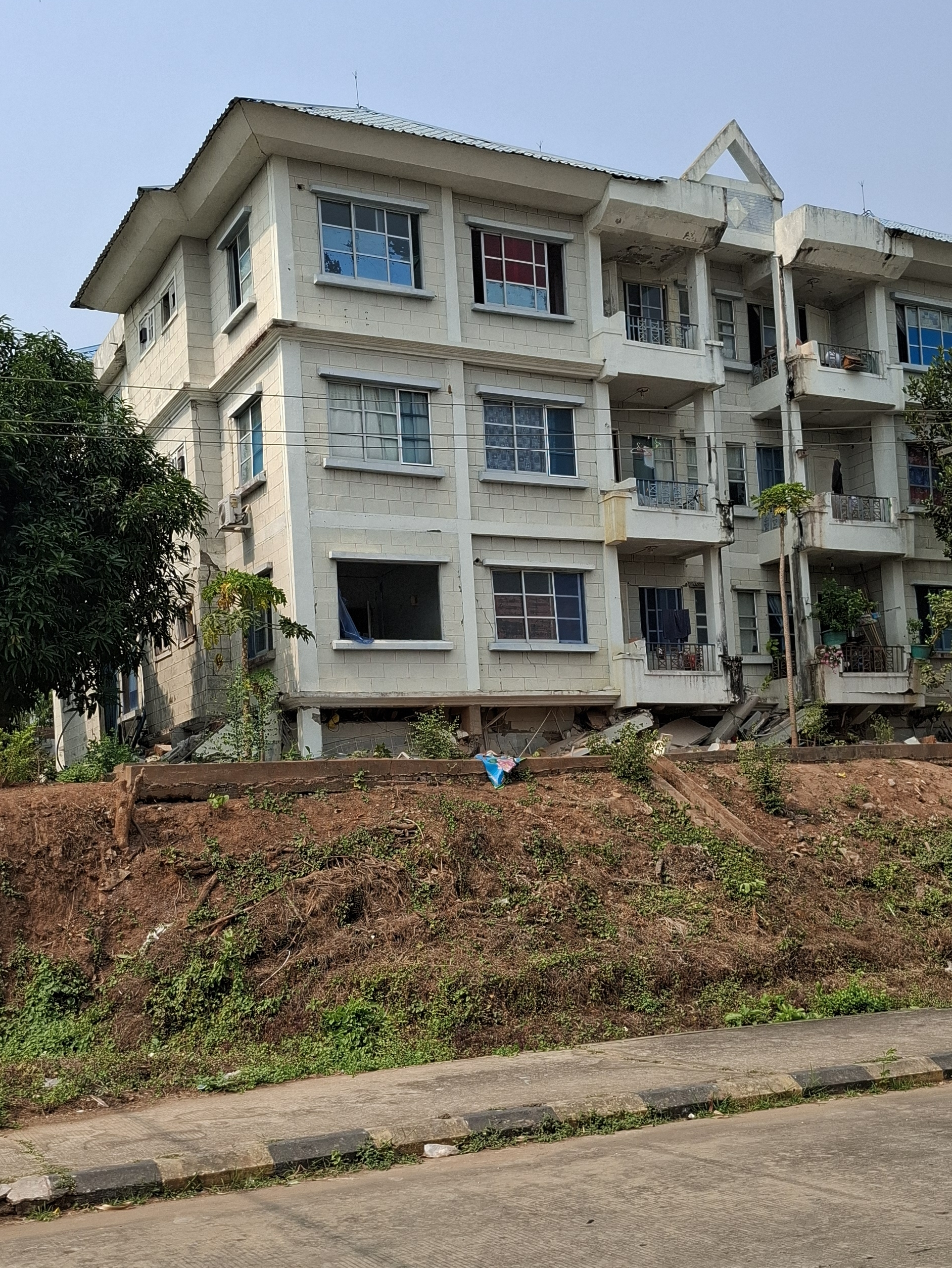
內比都一棟建築物部分倒塌

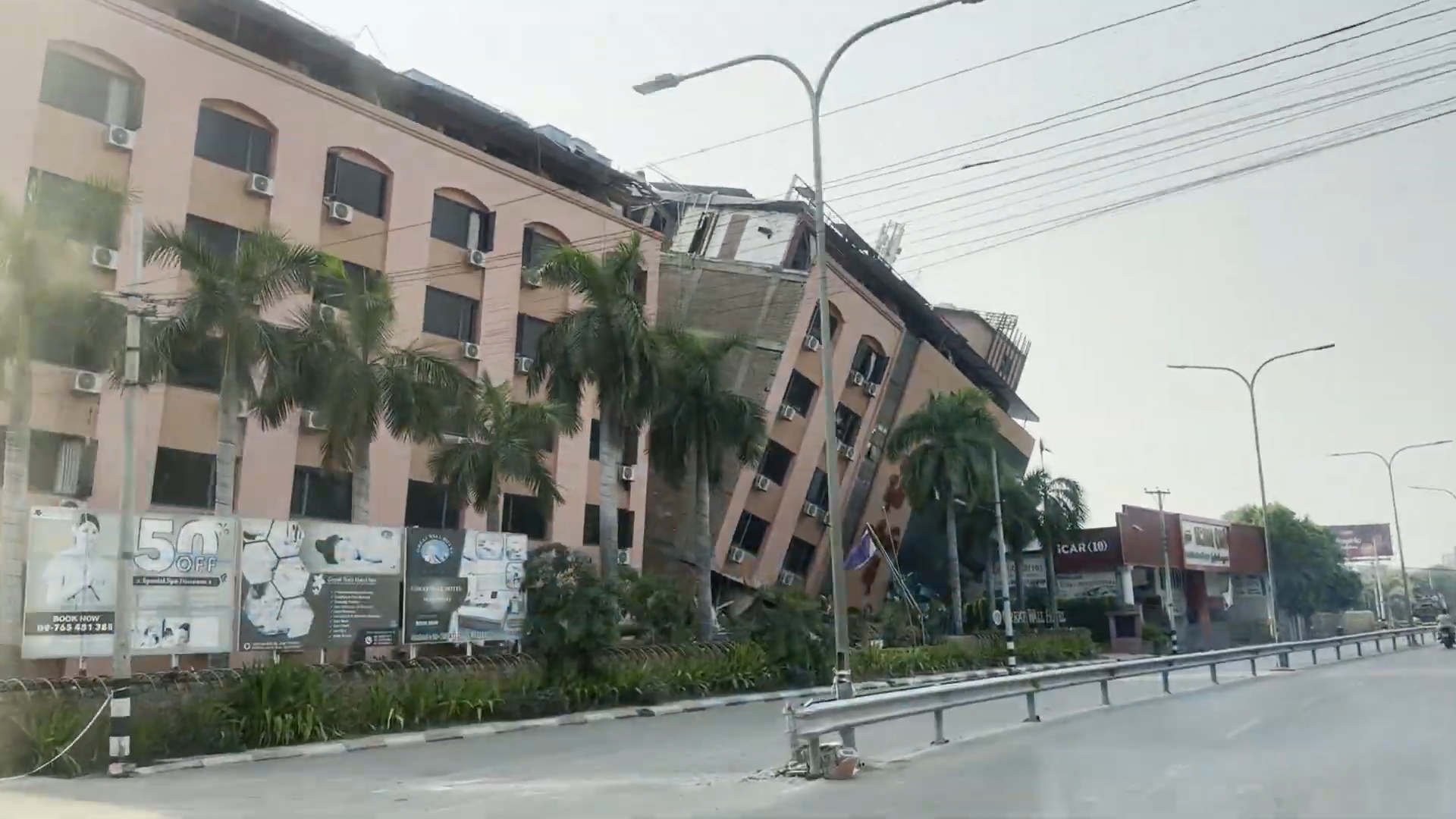
曼德勒長城酒店受損

首都內比都出現道路隆起與天花板局部坍塌，奈比都國際機場塔台倒塌，內部人員全部罹難，多處民宅與宗教建築受損。缅甸曼德勒伊洛瓦底江上的地标性建筑物阿瓦大桥部分坍塌。缅甸消防部门已开始搜救工作。全國的電話和網路基礎設施遭到破壞。地震襲擊了仰光、曼德勒、內比都、實皆、昂班、勃固、卡萊、木姐、皎施和因馬賓等城市和城鎮。農村地區的傷亡人數估計仍然很少。緬甸伊斯蘭社區估計，祈禱期間有50多座清真寺倒塌，造成近300人死亡。其因此震奈比多水壩倒塌更導致各處災情慘烈。
在曼德勒地區，有超過1,790人死亡，1,670人受傷，超過1,000人失踪，曼德勒市一半的建築物據信遭到嚴重損壞或摧毀。在曼德勒國際機場，天花板倒塌，地下室也遭受了一些損壞。曼德勒大學校園的建築物倒塌或起火，許多人被困在校園內。盛潘區的另一場大火幾乎將整個地方夷為平地。在阿瓦附近的仰光–曼德勒高速公路上橫跨密埃河的多塔瓦底大橋也倒塌了，支撐橋樑的鐵塔也掉了下來。據報導，地震發生時橋上有一些車輛墜入河中，但目前尚未證實有任何傷亡。一間清真寺倒塌造成超過20人死亡，其中包括兒童；市內一間寺院倒塌，造成數名僧侶傷亡。曼德勒市內共有30多座清真寺被摧毀，其中有些清真寺已有百年歷史，造成多人死亡。100多名僧侶被困在一座倒塌的寺院下。玛哈牟尼寺严重损毁。
在馬哈昂梅鎮區，一棟兩層樓的茶館倒塌，約70人受困。此外，比基達貢鎮區一家三層樓的汽車零件商店也倒塌，造成10多名員工受困。在同一鎮上，一棟正在興建的建築被夷為平地，造成8人死亡，多人被困。標貝鎮區有200多人喪生，大多數建築物被毀。 馬哈昂梅博贊寺也被毀。曼德勒皇宮和马哈穆尼寺也遭受了嚴重的結構性損壞。 據報導，曼德勒的一座水壩也發生坍塌，造成洪水，仰光–曼德勒高速公路的部分路段遭到損壞。 據報道，在央米丁镇区，有200多人死亡，許多人失蹤。 鎮上一所百年老校舍倒塌，造成十多名兒童死亡。
在密铁拉，房屋和宗教建築遭受結構倒塌。 該市至少44人死亡，166人受傷。 搜救隊報告稱，Bone Oe村有10人死亡。 據報道，文敦鎮區的礦坑塌陷造成51人死亡，辛古镇区的礦井塌陷造成至少30人死亡。马德亚镇区的房屋和佛塔也被夷為平地。  皎施镇区至少129人死亡，其中包括皎施鎮一所學校倒塌後死亡的40名學生和9名教師。
實皆地區報告有近700人死亡。  僅在實皆市，就有680多人死亡，90%的建築物被毀。 據估計，該市有三座清真寺倒塌，造成40或50名穆斯林信徒死亡。阿瓦大橋的大部分結構和城市消防站也倒塌，阻礙了救援工作，並導致許多人被困。
仰光發生了輕微損壞，一些建築物傾斜，電話線中斷。 仰光發生停電，每天供電僅限於四小時。
緬甸地震後，還有多名外國人受傷或失蹤。中國大使館表示，受傷者中至少有14名中國公民。  中華民國外交部稱，一名台灣遊客被困在曼德勒一家倒塌的飯店內。 四名菲律賓移工也失蹤了，其中一對夫婦被困在倒塌的房屋裡。 居住在曼德勒的一名日本公民死亡。

### 泰國

施工階段的曼谷摩天大樓倒塌時的行車記錄器畫面

地震在泰國各地共造成至少18人死亡、78 人失蹤、68人受傷。損害報告來自8個府，主要集中在北部地區。在曼谷，地震引發建築物晃動，導致民眾驚慌。震感亦遍及清邁及全國大部分地區。
曼谷乍都節區甘烹碧路一棟30層高、興建中的審計署大樓倒塌，造成8名工人確認死亡、9人受傷住院，截至翌日早晨仍有85人下落不明。另一名建築工人在邦坡一處公寓工地，因施工起重機倒塌喪生。鄰鈴區的查隆瑪哈納空高速公路亦有一座起重機倒塌，導致道路封閉。此外，在席麗吉王后國家兒童健康研究所撤離病患時，一名依靠維生設備的1個月大重症嬰兒死亡。
暖武里府的府治縣亦有1人在地震期間死亡，據推測可能是驚嚇過度導致。曼谷通羅地區的豪華公寓「Park Origin Thonglor」三座高層大樓間的空中連橋被震斷，導致建築碎片掉落，頂樓游泳池的水亦外溢，類似情況也發生在許多建築物上。另有一起火災事故報告，起因為居民驚慌逃離時忘記關閉爐灶。
副總理普譚·威乍耶猜形容這次地震是「曼谷百年來前所未有的震動」。高樓住戶陷入恐慌，許多人爭相逃出建築物，城市內大多數建築遭到疏散，公共場所關閉。所有捷運線停駛一天，公路交通陷入癱瘓，擁堵情況持續至夜晚。曼谷市長次日表示，已有超過2,000名居民向曼谷大都會管理局（Bangkok Metropolitan Administration）回報建築物出現裂縫，當局計劃檢查全市700座建築物。
在清邁，多座公寓及瑪哈拉克清邁醫院出現裂縫。南邦府的南邦醫院則有牆壁龜裂與天花板倒塌的情況。湄宏順府一處旅遊景點的涼亭倒塌，並有樹木倒下。

### 中国大陆

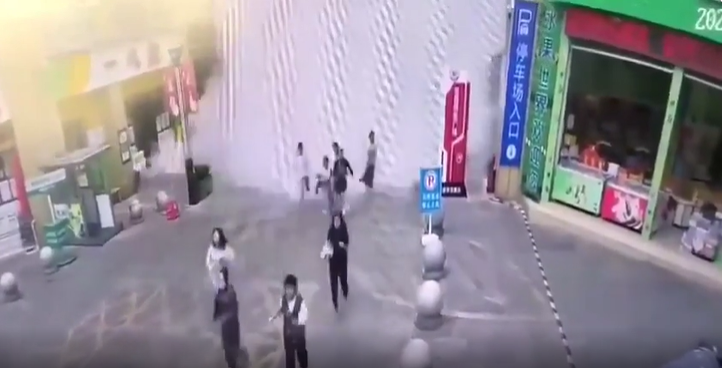
位于中国大陆云南省瑞麗市的财富广场3号公寓顶楼蓄水设施破裂、砖石傾瀉时，行人走避的监控畫面。

毗鄰緬甸的云南省境內震感強烈，贵州省、广西壮族自治区等地亦有震感。位于中缅边境的瑞丽市有2人受轻伤，另有九人被困電梯後獲救，有约二三十名民衆因震后恐慌、呼吸困难等原因需要住院。地震造成瑞丽市内847棟房屋受损，致使2,840人受灾。
中国地震局震后迅速启动境外地震应急响应机制，視訊连线中国地震台网中心、云南省地震局、广西壮族自治区地震局、贵州省地震局。云南省启动地震应急四级响应。

### 马来西亚
马来西亚气象局在Facebook上表示，數個位於马来半岛的州份檢測到餘震，惟未有造成海啸威脅。另外，據《聯合早報》等媒體報道，檳城、吉打和吉蘭丹等州的居民皆感受到餘震。

### 印度
德里-國家首都轄區於印度標準時間上午11:50左右出現震感，民眾撤離建築物。

### 孟加拉國
达卡、锡尔赫特、拉傑沙希和吉大港等地均有震感。

### 越南
越南河內市與胡志明市均有震感，迫使民眾緊急疏散。胡志明市有400套單位受損，第八郡有1人在疏散過程中暈倒不治。

### 老挝
万象感受到震動，導致人們撤離建築物。

### 柬埔寨
柬埔寨亦有地震報告。

## 災後情況
聯合國人道事務協調廳（OCHA）4月1日發表聲明稱，緬甸的庇護所、清潔水和藥品都短缺。此外，由於缺乏潔淨水，聯合國警告可能爆發霍亂。世界衛生組織表示，該地區許多醫院的病人數量也超出了預期。受損的道路和橋樑也阻礙了救援任務。人道協調廳補充說，他們的團隊從仰光抵達曼德勒花了13個小時，而通常的旅行時間需要8個小時。 在緬甸許多地方，第一批救援人員是志願者團體，他們在沒有特殊設備的情況下試圖從廢墟中救出倖存者。
儘管緬甸軍政府呼籲國際援助，但一些人權組織表示，援助的分配是有選擇性的。一些受災地區如實皆和撣邦獲得的援助較少，而大多數援助都流向了曼德勒和內比都。一些團體表示，軍政府可能謊稱後勤上有困難，以此作為限制對抵抗力量控制地區援助的藉口。國際特赦組織也發表了類似聲明。 聯合國報告員湯姆·安德魯斯 (Tom Andrews) 稱，有許多報告指出軍方阻止援助和工人進入某些地區。
由於持續的餘震，許多曼德勒居民在地震後的第一晚露宿街頭。仰光的電信服務從地震發生後一直到緬甸時間22時才停止。電力供應時斷時續，在較遠的鎮區則完全無法使用。
在曼谷，泰國證券交易所暫停交易。泰国財政部並未報告經濟、財政基礎建設或金融體系遭受重大損失。然而，泰銖兌美元下跌0.2%。
泰國空中交通管制部門對全國所有機場發出禁飛令，曼谷與泰國北部和東北部之間的火車服務也暫停。曼谷的捷運和輕軌一度停運。曼谷BTS和「長途」路線的服務於3月28日傍晚恢復。曼谷地鐵藍線和紫線於3月29日早上恢復營運，曼谷单轨铁路粉红线和黃線則仍然關閉。

## 本土反应

### 緬甸
緬甸軍政府宣布實皆省、曼德勒省、勃固省、馬圭省、撣邦、奈比多聯邦區共六個行政區進入緊急狀態。緬甸軍政府最高領導人敏昂萊造訪了奈比多的一間醫院評估傷者的治療狀況。軍政府也請求國際援助以協助災後重建。佐敏吞將軍表示，曼德勒、內比都、實皆的許多醫院接收了大量的傷者，並需要更多的捐血者協助。來自伊洛瓦底省和仰光的緊急應變團隊被派往奈比多協助搜救。敏昂萊宣佈3月31日至4月6日为缅甸地震全国哀悼周。期間全国降半旗哀悼。此外緬甸當局表示4月2日至4月22日期间全國实施临时停火。
軍政府接受了來自印度和東協人道援助協調中心的援助。
緬甸民族團結政府召開緊急會議協調救援，並呼籲國際援助。同時宣佈单方面停火以及暂停袭击两周。

### 泰國
泰國總理佩通坦·欽那瓦縮短普吉島公務行程，緊急召開災害應變會議。泰國教育部宣布全國停課。曼谷市長查察·西提潘將曼谷列為二級災區以及進入緊急狀態，並命令是樂園、班哲希利公园、班嘉奇蒂公園於3月28日夜間保持開放，以安置滯留和流離失所的民眾。此外巴吞他尼府、帕府被宣布为紧急救灾区。

### 中華人民共和國
中国地震局启动境外地震应急响应机制以及云南省地震四级应急响应，并派出云南省地震局现场工作队赶赴瑞丽市协助地方政府开展应急处置工作。

## 国际反应

### 中華人民共和國
3月29日，中共中央总书记兼国家主席习近平和国务院总理李强就缅甸遭受地震灾害向缅甸国家管理委员会主席、总理兼代总统敏昂莱致慰问电。中国救援队、中国云南救援医疗队、中国蓝天救援云南队、中国公羊救援队等多支救援力量自同日赴缅救援。国家国际发展合作署表示，应缅甸政府请求，中华人民共和国政府决定向缅甸提供1亿元人民币 (约1,373万美元) 作为紧急人道主义地震救灾援助，且派出两支救援队，并提供急需物资。首批救灾物资于31日运抵仰光国际机场并交付。截止4月9日，中国政府已援助缅甸五批紧急人道主义地震救灾物资。
4月9日上午，赴缅甸开展地震救援的中国救援队、由中国军队参与组派的中国国际救援队和中国香港特区救援队完成国际救援任务，乘坐4架中国空军运－20飞机从内比都启程回国。中国救援队伍在缅甸共搜救出9名幸存者，搜寻到59具罹难者遗体。
4月10日，中国决定向缅甸追加提供10亿元人民币紧急人道主义救灾援助。

#### 香港特别行政区
3月29日，香港特區政府派駐51名救援隊員、搜救犬、爆破工具、生命探測器及無人機前往緬甸災區。
4月9日，香港特区政府派遣前赴缅甸地震灾区协助搜救工作的救援队伍深夜返回香港。救援队伍在缅甸曼德勒成功救出一名生还者，并挖掘出2具遇难者遗体。

#### 澳門特别行政区
澳门特别行政区行政长官岑浩辉向缅甸领导人敏昂莱致慰问电。3月29日，澳门红十字会已通过中国红十字会总会紧急拨付五万美元援助款项。

### 中華民國（臺灣）
台灣各縣、市長稱已準備派遣搜救隊前往救援。總統賴清德亦表示，台灣已準備好，等待緬甸軍政府和泰國總理同意搜救隊入境。而新光醫院、慈濟等民間機構也已準備好濟災物資。後內政部長劉世芳表示，由於内战而無法保證特搜隊成員安全，故在徵詢緬、泰政府意見後，在3月30日解編搜救隊。
緬甸出身的台籍導演趙德胤在新北市舉行的「關注緬甸！328緬甸地震災情記者會」講座，請求全世界的援助。

### 马来西亚
马来西亚首相安華对缅甸中部及泰国北部发生的强烈地震表达担忧，并表示马来西亚愿意根据受灾国需求提供援助。
歌手黃明志在社群平台上傳黑白合照，表達對罹難者的哀悼。
马来西亚特别天灾援助和拯救队（SMART）赶往现场，参与搜救工作。大马皇家空军派出两架空巴A400M运输机，搭载国家灾难管理机构（NADMA）团队及搜救设备，包括两辆五吨卡车和一辆四轮驱动车，从梳邦皇家空军基地出发前往緬甸參與搜救工作。此外，馬來西亞首相安华宣布马来西亚政府拨款1,000万令吉（约225万美元）作為缅甸的人道赈灾。

### 新加坡
3月29日，新加坡民防部队抽调80人和4只搜救犬组成救援队，前往缅甸灾区，准备从医疗、搜救、危险物质处理等方面提供协助。
4月2日，据联合早报报道，已派出两架C-130运输机，运送九公吨的救援物资，到受地震重创的缅甸赈灾。

### 韩国
3月29日，韓國外交部向緬甸捐贈200萬美元當救災基金。

### 日本
3月29日，日本內閣總理大臣石破茂向緬甸與泰國人民表達哀悼之意。

### 印度
3月29日，印度外交部表示，一架載滿援助物資的C-130運輸機抵達緬甸。

### 越南
3月30日，越南人民軍派遣了80人的地震救援隊抵達緬甸仰光。

### 俄羅斯
俄羅斯聯邦緊急情況部派出了兩架載有120名醫生和救援人員的飛機前往緬甸協助救災。

### 美国
美國總統唐納·川普表示，儘管最近對外援助有所減少，美國仍將向緬甸提供援助，美國地質調查局（USGS）預測緬甸超過10萬人死亡的機率高達36%。 美国印度洋-太平洋司令部派員協助在國家審計辦公室的救援工作。 

### 以色列
以色列總理班傑明·納坦雅胡向泰國派遣了一支以色列國防軍後備搜救單位。

### 新西兰
紐西蘭宣布將藉國際紅十字會捐款200萬紐西蘭元（約106萬歐元）協助緬甸應變災情。

### 联合国
聯合國衛星中心（UNOSAT）代表聯合國人道事務協調廳（OCHA）於世界標準時間3月28日10:21 UTC啟動了《空间与重大灾害国际宪章》，從而提供廣泛的人道主義人造衛星覆蓋。
聯合國表示，將捐500萬美元協助緬甸重建家園。